# 格拉瑟维茨
格拉瑟维茨（德語：Glasewitz，發音：[ˈɡlaːzəvɪts]）是德国梅克伦堡-前波美拉尼亚州罗斯托克县的市镇，面积15.59平方千米，2023年12月31日人口为420人。